# Zethenia rufescentaria
Zethenia rufescentaria är en fjärilsart som beskrevs av Victor Ivanovitsch Motschulsky 1861. Zethenia rufescentaria ingår i släktet Zethenia och familjen mätare. Inga underarter finns listade i Catalogue of Life.